# South Blues de Winnipeg
Les South Blues de Winnipeg sont une équipe de hockey sur glace de la Ligue de hockey junior du Manitoba. L'équipe est basée à Winnipeg dans la province du Manitoba au Canada.

## Historique
L'équipe est créée en 1930 sous le nom des Monarchs de Winnipeg. Au cours de son histoire, elle a porté différents noms:
- 1976-1977 : Monarchs d'Assiniboine Park
- 1977-1978 : Monarchs de Winnipeg
- 1978-1984 : Blues de Fort Garry
- 1984-1994 : Blues de South Winnipeg
- Depuis 1994 : South Blues de Winnipeg

## Palmarès
| Épreuve        | Date                                                                                           |
| -------------- | ---------------------------------------------------------------------------------------------- |
| Coupe Turnbull | 1932, 1935, 1937, 1945, 1946, 1948, 1951, 1952, 1955, 1957, 1982, 1986, 1988, 1989, 1995, 2006 |
| Coupe Anavet   | 1986, 1995                                                                                     |
| Coupe Memorial | 1935, 1937, 1946                                                                               |
| Coupe Abbott   | 1932, 1935, 1937, 1946, 1951, 1995                                                             |